# Aleksander Knavs
Aleksander Knavs (Maribor, Eslovenia, 5 de diciembre de 1975) es un exfutbolista esloveno. Se desempeñaba como defensa y su último equipo fue el Red Bull Salzburg.

## Selección nacional
Ha sido internacional con la Selección nacional de fútbol de Eslovenia, ha jugado sesenta y cinco partidos internacionales y ha anotado tres goles.

## Clubes
| Club                  | País      | Años        |
| --------------------- | --------- | ----------- |
| NK Olimpija Ljubljana | Eslovenia | 1993 - 1997 |
| FC Tirol Innsbruck    | Suiza     | 1997 - 2001 |
| 1. FC Kaiserslautern  | Alemania  | 2001 - 2004 |
| VfL Bochum            | Alemania  | 2004 - 2005 |
| Red Bull Salzburgo    | Austria   | 2005 - 2008 |

- Datos: Q696768